# Mole Valley
Mole Valley è un distretto del Surrey, Inghilterra, Regno Unito, con sede a Dorking.
Il distretto nacque il 1º aprile 1974 secondo il Local Government Act 1972 dall'unione del distretto urbano di Dorking, il distretto urbano di Leatherhead e parte dei distretti rurali di Dorking e Horley.

## Località e parrocchie civili
- Dorking (town, senza parrocchia)
- Leatherhead (town, senza parrocchia)
- Abinger
- Betchworth
- Brockham
- Buckland
- Capel
- Charlwood
- Great Bookham
- Headley
- Holmwood
- Leigh
- Mickleham
- Newdigate
- Ockley
- Wotton